# Metrobates alacris
Metrobates alacris är en insektsart som beskrevs av Drake 1955. Metrobates alacris ingår i släktet Metrobates och familjen skräddare. Inga underarter finns listade i Catalogue of Life.